# Elmo da Silva Amador
Elmo da Silva Amador (Itajaí, Santa Catarina, 22 de agosto de 1943 - Rio de Janeiro, 30 de junho de 2010), foi um geógrafo, professor, pesquisador e ambientalista brasileiro. Destacou-se por ter ajudado criar o Movimento Baía Viva, formado por pesquisadores e ecologistas com o objetivo de proteger o ecossistema da Baía de Guanabara.

## Biografia

### Infância e adolescência
Filho de Anselmo André Amador, marinheiro da Companhia Lóide Brasileiro, e Paulina Maria da Silva Amador, professora. Foi o primeiro filho do casal, de um total de três.
Mais tarde, ainda criança e junto com seus pais, mudou-se de estado; saindo de Santa Catarina para passar a residir no Rio de Janeiro na região da Baixada Fluminense, na cidade de Duque de Caxias, nas proximidades do Rio Meriti. Aos quatorze anos retorna para Santa Catarina para estudar em Florianópolis, morando em casa de parentes. Todavia, seu irmão mais novo é aprovado para o Colégio Pedro II, e sua família retorna ao Rio de Janeiro pela segunda vez.

### Carreira profissional
Em 1964 faz vestibular para o curso de Sociologia e Ciências Sociais; mas não consegue entrar na faculdade. Entra para o Conservatório de Teatro e, mais tarde, entra para o curso de Geografia e trabalha no Instituto Brasileiro de Geografia e Estatística (IBGE). Na mesma época tornou-se assistente do deputado estadual Alfredo Tranjan.
Passou a fazer parte do Partido Comunista do Brasil, no grupo da militância estudantil e do Comando de Libertação Nacional (COLINA). Acusado de colaborar com a guerrilha comunista no Brasil, após investigações realizadas pela Marinha do Brasil, Elmo conseguiu burlar os investigadores e provar sua inocência, mas teve que se afastar de seus grupos políticos; justificou sua atitude por estar casado e ser pai de filhos pequenos.
Em 1969 casa-se com Zulmira Amador. Na universidade tornou-se bolsista de iniciação científica do CNPq, com a professora chamada Maria Regina Mousinho de Meis, e fazia pesquisa geológicas na região da Baía de Guanabara; o que no futuro iria exercer grande influência em sua carreira profissional e de ambientalista. Através de seus estudos aprofundou-se em assuntos relacionados a manguezais, sedimentos e assoreamentos na Baía de Guanabara, bem como a sua história e a degradação ambiental.
Foi mestre e doutor em ciências pela UFRJ e especialista em Geologia Marinha pela UFRGS. Desde 1971 foi Professor do Instituto de Geociências - UFRJ, atuou na graduação e pós-graduação dos cursos de Geografia e Geologia. Também foi professor da Universidade Estácio de Sá.
Chefiou o Laboratório de Sedimentologia do Departamento de Geologia, onde desenvolveu pesquisas, desde a década de 1970, relacionadas à Geologia do Quaternário, Ambientes Costeiros e Meio Ambiente. Foi Consultor Ad Hoc do CNPq, FAPERJ e FINEP. Participou como organizador, conferencista, palestrante e debatedor em mais de 200 congressos, simpósios, seminários, mesas redondas e outras reuniões científicas nacionais e internacionais. É autor de 152 trabalhos científicos em periódicos nacionais e internacionais; 8 livros e capítulos de livros e de dezenas de pareceres técnicos sobre questões relacionadas ao Meio Ambiente. Orientou mais de 60 bolsistas de Iniciação Cientifica e Aperfeiçoamento pelo CNPq, CEPG-UFRJ e FAPERJ; 9 teses em nível de mestrado e doutorado, nos Programas de Pós-Graduação em Geologia e Geografia da UFRJ. Participou de 25 bancas de mestrado e doutorado em diversos Programas de Pós-Graduação. Seu principal objeto de pesquisas tem sido a Baía de Guanabara, com mais de 50 trabalhos publicados e mais de uma centena de comunicações técnicas.

### Militância ambiental
Ao longo da década de 1990 Elmo propagou a expressão “cemitério de embarcações”, para denunciar o perigo ambiental das centenas de navios e outras embarcações abandonadas dentro da Baía da Guanabara, que contêm substâncias e materiais potencialmente perigosos ao meio ambiente, à saúde e à navegação.
Como resultado de suas pesquisas e militância política e ambiental foram obtidas importantes vitórias para a Baía de Guanabara, entre as quais: Criação da Área de Proteção Ambiental de Guapi-Mirim (APA de Guapimirim), que foi a primeira a surgir no país com o objetivo de protege o ecossistema dos manguezais; inclusão da Baía de Guanabara na Constituição Estadual como Área de Preservação Permanente e de Relevante Interesse Ecológico, e a consequente redução dos aterros previstos no Projeto Rio; Ação Popular (a primeira no Brasil contra crime ambiental) que impediu o loteamento do espelho d’água da Lagoa de Itaipu; declaração da Baía de Guanabara como Patrimônio da Humanidade pelo Fórum Global, durante a Conferência Rio-92; e inclusão do assoreamento como problema ambiental da baía.
Ocupou diversos cargos públicos, entre os quais: Diretor do Instituto de Geociências da UFRJ; Diretor do Departamento de Apoio Técnico Científico da FEEMA, Vice-Diretor da ADUFRJ (Associação de Docentes da UFRJ); Diretor (por dois mandatos) da Comissão Técnico Científica do Quaternário, Diretor de Publicações da SBG (Sociedade Brasileira de Geologia) Núcleo Rio de Janeiro; Vice-Presidente da AGB (Associação Brasileira de Geógrafos) Núcleo Rio de Janeiro. Foi fundador e membro de diversas entidades ambientais: FAMA (Federação das Associações Fluminenses de Meio Ambiente); APEDEMA e do Movimento Baía Viva.
Atuava como Membro do Comitê da Bacia Hidrográfica da Baía de Guanabara, Membro e Secretário Executivo da Bacia Hidrográfica do Rio Macaé e das Ostras, Conselho Gestor da Apa de Guapimirim e Conema (Conselho Estadual de Meio Ambiente).
Nos últimos anos de vida lamentava-se pela questão da localização do Complexo Petroquímico do Rio de Janeiro (COMPERJ) no município de Itaboraí; alegava que o local não era adequado pois o projeto iria demandar um crescimento populacional e, também, a região é carente de abastecimento de água. Criticava a mídia e a imprensa que, segundo ele, silenciava-se quanto a causa ambiental em razão do patrocínio recebido por grandes empresas.

### Morte
Faleceu, aos 66 anos de idade, vitimado por complicações decorrentes de leucemia, no Hospital Espanhol, no Rio de Janeiro, em 30.6.2010, tendo sido sepultado, por sua vontade, no Cemitério Municipal São Pedro, em São Pedro da Serra, no interior do Estado do Rio, em 1.7.2010 .

## Homenagens
A lei estadual que prevê a conservação da Baía de Guanabara, de 1990, leva o nome de “Lei Elmo Amador”.
Em reconhecimento ao seu trabalho pela preservação ambiental, a prefeitura do município de São Gonçalo denominou o Mirante da Contemplação como sendo Mirante de Contemplação Elmo Amador, cujo panorama se descortina uma ampla visão da Baía de Guanabara, ecossistema por cuja preservação Elmo lutou; tal mirante fica localizado no Centro de Tradições Nordestinas, no distrito de Neves e faz parte do roteiro “Rota da Guanabara”, desenvolvido pela Secretaria de Turismo e Cultura da cidade.
No município de Maricá a antiga Rua 32, localizada no Loteamento Jardim Atlântico Oeste, no bairro Itaipuaçu, passou a receber a denominação de Rua Geógrafo Elmo da Silva Amador, em 16 de novembro de 2015.

## Publicações
Inúmeros foram seus estudos e publicações. Autor de dois livros e de uma tese de doutorado sobre a Baía de Guanabara, destaca-se “Baía de Guanabara e Ecossistemas Periféricos: Homem e Natureza”.